# قرة قيشة (عباس الشرقي)
قرة قیشة (بالفارسية: قره‌قیشه) هي منطقة سكنية تقع في إيران في قسم عباس الشرقي الريفي. يقدر عدد سكانها بـ 260 نسمة .